# Trochalus elisabethae
Trochalus elisabethae är en skalbaggsart som beskrevs av Louis Burgeon 1944. Trochalus elisabethae ingår i släktet Trochalus och familjen Melolonthidae. Inga underarter finns listade i Catalogue of Life.